# Capitola
Capitola è una città degli Stati Uniti d'America situata nella Contea di Santa Cruz, nello Stato della California.